# Thomas Kyd

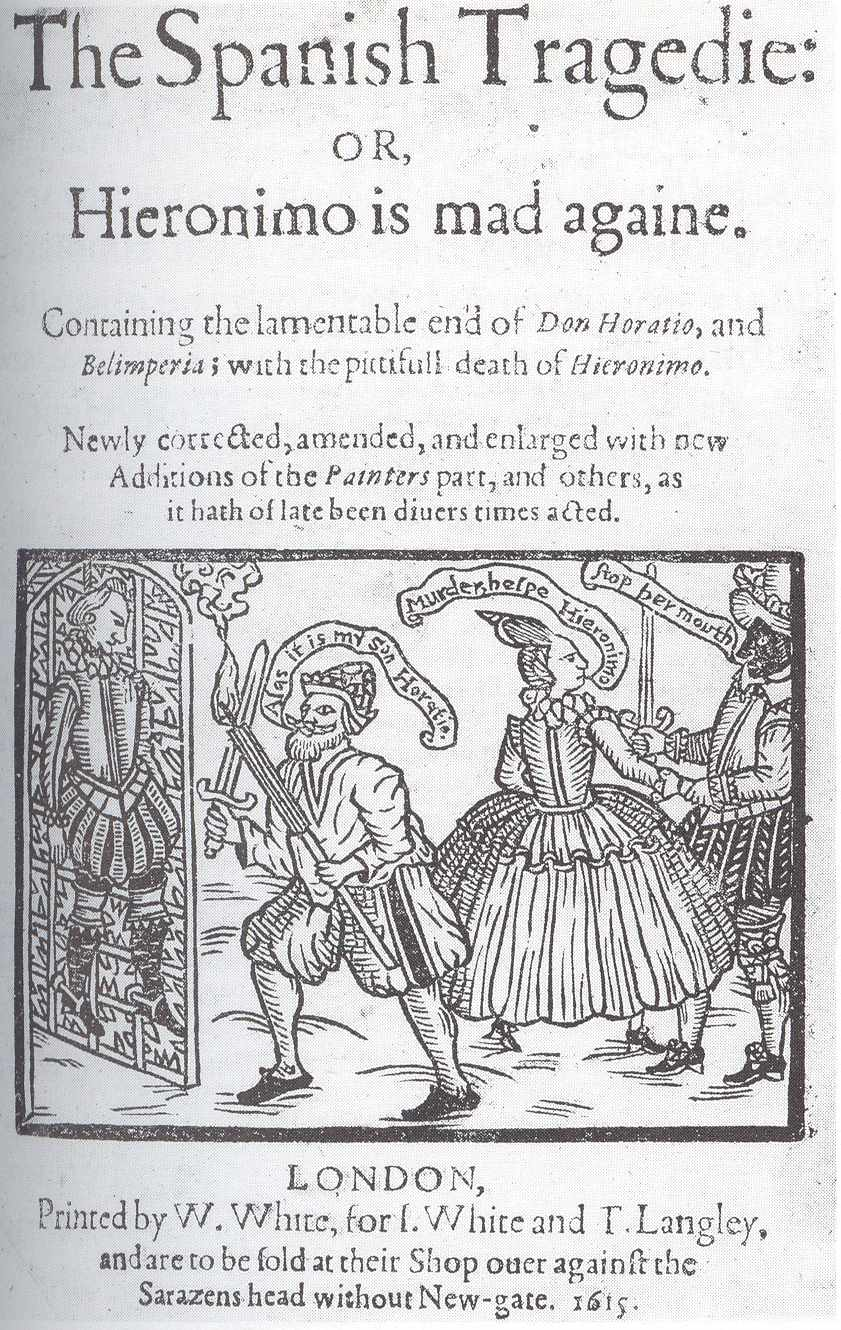
Houtsnede en titelblad van The Spanish Tragedy

Thomas Kyd (Londen, ca. 3 november 1558 - Londen, ca. 30 december 1594) was een van Engelands belangrijkste toneelschrijvers voor William Shakespeare. Hij is vooral bekend gebleven om zijn stuk The Spanish Tragedy.
Alhoewel hij in zijn eigen tijd veel succes kende, zou het tot 1773 duren voor hij "herontdekt" werd door Thomas Hawkins, die The Spanish tragedy wilde uitgeven en in Thomas Heywoods Apologie for Actors (1612) las dat een zekere Kyd de auteur was. Nog eens honderd jaar later, in de negentiende eeuw, was het dankzij het werk van Duitse onderzoekers dat het leven en het werk van Thomas Kyd eindelijk bekend werd.

## Levensloop
Thomas Kyd werd als zoon van Francis en Anna Kyd gedoopt in de Londense kerk van St Mary Woolnoth op 6 november 1558. Omdat alle dopen in die tijd drie dagen na de geboorte van een kind plaatsvonden, nemen we aan dat hij op 3 november werd geboren.
Het doopregister vermeldt zijn vader Francis als hoofd van de "Scrivener's Company", een soort vereniging van schrijvers (notarissen) in officiële dienst. De jonge Kyd werd student op de nieuw opgerichte Taylors' School met de progressieve Richard Mulcaster aan het hoofd. Kyd ontving daar een veelzijdige opleiding. Behalve Grieks en Latijn bevatte het curriculum ook muziek, drama, lichamelijke opvoeding en "goede manieren". Onder zijn medestudenten bevonden zich ook Edmund Spenser en Thomas Lodge. Het is niet duidelijk of Kyd zich nadien inschreef op een universiteit, wel is bekend dat hij een tijdje het beroep van zijn vader uitoefende. Van zijn hand zijn twee brieven overgeleverd die wijzen in de richting van een schrijversopleiding.
In de jaren 1580 werd Kyd een belangrijk toneelschrijver, alhoewel weinig geweten is van de rest van zijn activiteiten. Francis Meres plaatste hem onder de "beste tragedieschrijvers" en Heywood verwees naar hem als "Famous Kyd". Zijn
tijdgenoot Ben Jonson noemt hem in een adem samen met Christopher Marlowe en John Lyly in Shakespeares First Folio.
The Spanish Tragedy is waarschijnlijk geschreven in de periode 1585-1590. De vroegste ons overgeleverde druk, met de titel "The Spanish Tragedie, Containing the lamentable end of Don Horatio, and Bel-imperia: with the pittifull death of olde
Hieronimo" dateert van 1592. Het stuk was echter beter bekend als "Hieronimo", de naam van de protagonist. In die tijd was het zonder meer het meest succesvolle toneelstuk en het zette meteen ook een nieuwe norm voor plotconstructie en karakterontwikkeling die velen zouden volgen en inspireren. 
Het enige andere toneelstuk dat met zekerheid aan Thomas Kyd kan worden toegeschreven is Cornelia (1594), een vertaling van het Franse "Cornélie" van Robert Garnier.
Mogelijk schreef hij ook een vroegere versie van Hamlet (de "Ur-Hamlet") en sommigen menen dat de anonieme tragedie "Arden of Feversham" en andere toneelstukken ook van zijn hand zijn.
Omstreeks 1591 woonde Kyd samen onder één dak met Christopher Marlowe. Hij werd op 13 mei 1593 gearresteerd op aanklacht van verraad en atheïsme. Onder invloed van marteling legde hij voor Marlowe belastende verklaringen af. In zijn kamer werden geschriften gevonden die de goddelijkheid van Christus ontkenden. Kyd beweerde dat Marlowe deze brieven had geschreven en kwam vrij. 
Veel meer weten we niet over zijn leven, behalve dat hij waarschijnlijk stierf op 30 december 1594 en zijn moeder een berg schulden naliet, waardoor zij van deze erfenis afstand deed.

## Invloeden
Als model voor zijn stukken nam Kyd niet de Oude Grieken, maar vooral bloederige tragedies van de hand van de Romein Seneca. Op basis van de Senecaanse conventies creëerde hij een totaal nieuw genre, de 'wraaktragedie' (revenge tragedy), waarmee hij de trend zette voor een hele reeks beroemde opvolgers, waaronder Shakespeares Hamlet.

## Werk
- The Spanish Tragedy (1587 of 1588, uitg. 1594)
- Cornelia (1594)
- Pompey the great (1594).

- Bibsys: 90526567
- Biblioteca Nacional de España: XX991015
- Bibliothèque nationale de France: cb12378305w (data)
- CiNii: DA01801821
- Gemeinsame Normdatei: 11856837X
- International Standard Name Identifier: 0000 0001 0883 5393
- Library of Congress Control Number: n50058277
- Bibliotheek van het Japanse parlement: 00523486
- Nationale Bibliotheek van Tsjechië: kup19950000054736
- Nationale bibliotheek van Australië: 35286332
- Nationale Bibliotheek van Israël: 987007278333405171
- Nationale Bibliotheek van Polen: a0000001266709
- Nationale en Universitaire bibliotheek Zagreb: 000016519
- Nederlandse Thesaurus van Auteursnamen: 069724563
- Réseau des bibliothèques de Suisse occidentale: 02-A003482140
- Istituto Centrale per il Catalogo Unico: CFIV076179
- LIBRIS: 69228
- SNAC: w6k37fgf
- Système universitaire de documentation: 032829620
- Trove: 898011
- Virtual International Authority File: 29614087
- WorldCat: E39PBJjXjDkpjr7ggGcPRcwKVC